# Idiolispa grossa
Idiolispa grossa là một loài tò vò trong họ Ichneumonidae.